# Papiro 95
O Papiro 95 ({\displaystyle {\mathfrak {P}}}95) é um antigo papiro do Novo Testamento que contém fragmentos do capítulo cinco do Evangelho de João (5:26-29,36-38).